# Sebastian Münster
Sebastian Münster (Escrit també en alemany com Sebastian Muenster), va néixer el 20 de gener de 1488 a Nieder-Ingelheim am Rhein - 26 de maig de 1552 a Basilea. Frare franciscà. Es tracta d'un gran estudiós de la llengua hebrea i un prolífic cosmògraf. La seva principal obra és la Cosmographia Universalis, amb diversos mapes i gravats en fusta. Apareixia un retrat d'ell com a rector de la universitat de Basilea al revers dels bitllets de 100 marcs alemanys en circulació des del 1962 fins a 1997 just abans de la incorporació de la moneda europea.

## Obra

### Estudis de llengua hebrea
- Dictionarium hebraicum, 1523
- Institutiones grammaticae, 1524
- Elia Levita, Grammatica hebraica absolutissima, 1525
- Accentuum hebraicorum compendium, 1525
- Tabula omnium coniugationum, 1525
- Institutio elementaria, 1525
- Elia Levita, Capitula cantici, 1527
- Moses Maimonides, Logica sapientis Rabbi Simeonis, 1527
- Kalendarium hebraicum, 1527
- Dictionarium chaldaicum, 1527
- Chaldaica grammatica, 1527
- Proverbia Salomonis, 1520

### Astronomia
- Cosmographia universalis (Basilea, 1544)
- De radio astronomico et geometrico liber / Rainer Gemma Frisius; Johann Spangenberg; Sebastian Münster. - Lutetiae, 1558
- Organa planetarum - Basileae, 1536
- Die Planetentafeln - Zürich

### Gnomònica
- Erklerung des newen Instruments der Sunnen, Oppenheim 1528
- Erklerung des newen Instruments über den Mon, Worms 1529
- Compositio horologiorum, 1531
- Horologiographia, 1533
- Cánones super novum instrumentum luminarium, 1534
- Organum Uranicum, 1536
- Fürmalung und künstlich beschreibung der Horologien, 1537
- Compositio horologiorum, in plano, muro, truncis, anuto, concavo, cylindro et quadrantibus. - Basileae, 1531

### Cartografia
- Weltkarte und Erklärung ders. (Typi cosmographici et declaratio et usus), in: Simon Grynäus, Novus orbis, 1532
- Mappa Europae, 1536